# Никола I од Сент Омера
Никола I од Сент Омера је био француски витез који је након пада Цариграда у Четвртом крсташком рату постао племић новоформираног Атинског војводства.

## Биографија
Никола је био млађи син Вилијама IV од Сент Омера, кастелана Сент Омера у северној Француској. Мајка му је била Ида од Авенсеса. Идин брат Џејмс учествовао је у Четвртом крсташком рату (1203–1204), заједно са Бонифацијем Монфератским. Потом учествује и у распарчавању Византије. Добио је поседе на Еубеји, али је умро августа 1205. године. Никола је напустио Француску око 1208. године, након што је са братом Џејмсом дошао у Грчку. Примио је феуд у Еримокастру, западно од Тебе. Године 1210. био је један од потписника конкордата између папске столице и Другог сабора у Равеници. Никола се оженио Маргаретом Угарском, ћерком угарског краља Беле III и удовицом Исака II Анђела и Бонифација Монфератског (који умире 1207. године). Непознато је место склапања брака, као и тачна година. Са Маргаретом је Никола имао двојицу синова - Белу и Вилијама.